# خوسيه أليخاندرو أغيلار لوبيز
خوسيه أليخاندرو أغيلار لوبيز (بالإسبانية: José Alejandro Aguilar López)‏ هو سياسي مكسيكي، ولد في 24 أبريل 1963 في ولاية تلاكسكالا في المكسيك. حزبياً، نشط في حزب العمل الوطني. وقد انتخب عضو مجلس النواب المكسيك.